# Rolf Ismer
Rolf Ismer (* 9. Februar 1913 in Recklinghausen; † 7. November 1984 in Essen) war ein deutscher Politiker (CDU) und Abgeordneter des Niedersächsischen Landtages.

## Biografie
Ismer ging in Berlin zur Schule und machte hier sein Abitur. Zum 1. Oktober 1932 trat er der NSDAP bei (Mitgliedsnummer 1.350.966).
Er absolvierte ein Studium an der Technischen Hochschule und Universität in der Fachrichtung Verfahrenstechnik und schloss es mit Diplom und Promotion ab. Bis 1945 war er als Betriebsleiter in der deutschen Zuckerindustrie tätig, ab 1945 als Betriebsleiter und Prokurist der Mützelfeldtwerft in Cuxhaven.
Er war Mitglied in der Industrie- und Handelskammer, des Arbeitgeberverbands und der Allgemeinen Ortskrankenkasse. Weiterhin war er als Sachverständiger für die Industrie- und Handelskammer tätig.
Ismer war Mitglied des Niedersächsischen Landtages der dritten und teilweise der vierten Wahlperiode, vom 6. Mai 1955 bis zum 14. Februar 1961. Als er in der vierten Wahlperiode auf sein Mandat verzichtete, rückte Ruth Parasie für ihn nach.
Von 1958 bis 1960 war Ismer Vorsitzender des CDU-Bezirksverbandes Stade.
Sein Grab befindet sich auf dem Friedhof Brockeswalde in Cuxhaven-Stickenbüttel.